# Minerva (Uhrenmanufaktur)
Die Fabrique d’Horlogerie Minerva SA ist eine kleine Schweizer Uhrenmanufaktur mit Sitz in Villeret im Berner Jura. Die Manufaktur verfügt über eigene Handaufzugs- und Chronographenkaliber und stellt besonders hochwertige, mechanische Uhren im Segment von 8'000 bis 30'000 Schweizer Franken (5'000 bis 19'000 Euro) her. Seit 2006 gehört Minerva zum Luxusgüterkonzern Richemont.

## Geschichte
Die Brüder Charles Robert und Hyppolite Robert gründeten 1858 das Unternehmen H. & C. Robert. Es arbeitete zunächst als Etablisseur von Taschenuhren. Vorzugsweise wurden Werke von Fontainmelon verwendet. 1878 übernahmen die Söhne Charles und Georges die Leitung des Unternehmens. Ab 1885 war auch Yvan Robert an der Firmenleitung beteiligt; der Firmenname wurde in Robert Frères Villeret (Gebrüder Robert) geändert und das neue Firmenzeichen RFV eingeführt. 1885 nahm Robert Frères Villeret an der Weltausstellung in Antwerpen und 1889 an der Pariser Weltausstellung teil; bei beiden Ausstellungen gewann das Unternehmen Medaillen für seine Uhren.
Ab 1895 begann Robert Freres Villeret mit der Produktion eigener Uhrwerke und Taschenuhrgehäuse in Nickel- und Silberausführung; die Gehäusefabrikation wurde aber 1931 wieder eingestellt. Bis zur Jahrhundertwende wurde die Firma von Roberts Söhnen kontinuierlich zu einer echten Uhrenmanufaktur umstrukturiert. Das erste Minerva-Kaliber war ein Taschenuhrwerk mit Zylinderhemmung.
1908 begann Robert Frères Villeret mit der Fertigung von Chronographen und Stoppuhren. Ab 1920 wurden die Rohwerke in der hauseigenen Werkstatt vergoldet. 1923 wurde die Marke Minerva eingeführt, und 1929 wurde die Firma in Minerva SA, Villeret umbenannt.
1934 wurde Minerva SA von Charles Haussener und Jacques Pelot übernommen. Besonders gut lief das Geschäft im Zweiten Weltkrieg, innerhalb dessen 12.000 Werke und Uhren verkauft worden waren, davon viele an die Schweizer Armee, die bis heute mechanische Stoppuhren von Minerva bezieht.
1955 gingen die Erbanteile von Minerva an den Neffen und Erben von Jacques Pelot, André Frey, über, und 1960 erbte der Schwiegersohn von Charles Haussener, Maurice Favre dessen Anteile. Frey und Favre leiteten die Firma bis 1989, danach übernahm Jean-Jacques Frey die Leitung der Firma gemeinsam mit seinem Vater Andre Frey.

## Entwicklung seit 2000
Im Jahre 2000 verkaufte die Familie Frey die Firma an den italienischen Investor GPP International. Unter Leitung des Geschäftsführers Beppe Menaldo (zuvor bei Breguet SA und Blancpain) wurde eine neue Kollektion von Uhren aufgebaut und die Firmentradition hochwertiger Manufakturerzeugnisse fortgeführt.
Im Oktober 2006 kaufte der Schweizer Luxusgüterkonzern Richemont die Fabrique d’Horlogerie Minerva SA und baute damit sein Geschäft mit besonders hochwertigen mechanischen Uhren aus. Ein Resultat dieser Übernahme ist die Partnerschaft von Minerva mit Montblanc zur Herstellung der Kollektion Villeret 1858. Seither ist Minerva eine Abteilung von Montblanc und wird unter dem Namen Institut Minerva de Recherche en Haute Horlogerie (Institut Minerva für Spitzen-Uhrmacherkunst-Forschung) geführt.